# Locking (danza)

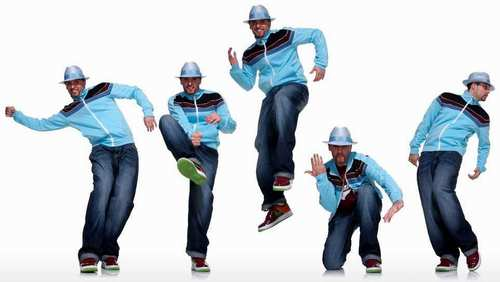
Un locker immortalato in alcuni passi e pose

Il Locking (originalmente Campbellocking) è una danza hip hop sviluppatasi alla fine degli anni sessanta a Los Angeles. Abbina a movimenti distinti e veloci delle braccia, movimenti fluidi e molleggiati delle gambe, eseguiti su melodie funk. Questa danza, con la sua gestualità e la sua mimica, riesce a catturare l'attenzione del pubblico circostante, esprimendo allegria ed esuberanza. Il Locker (colui o colei che balla Locking) è spesso caratterizzato da un abbigliamento stravagante (ad esempio calzettoni a righe e cappelli vistosi).

## Storia
La paternità del Locking è attribuita allo statunitense Don Campbell. Alla fine degli anni sessanta egli combinò assieme vari movimenti presi da danze d'intrattenimento (Fad dances) per creare originali performance. Il Locking si sviluppò durante gli anni settanta quando Don Campbellock fondò il gruppo The Lockers ed entrò in contatto con la cultura hip hop diventandone una delle danze rappresentative.

## Tecnica
Il Locking si basa sul concetto di «lock»: eseguire movimenti veloci per poi bloccarli all'istante. Principalmente i movimenti delle braccia si dividono in Lock (chiudere, bloccare), Point (puntare) che riprende il gesto delle locandina d'arruolamento all'esercito dello Zio Sam (Uncle Sam) e Twirl (ruotare) un giro e mezzo della mano sopra la testa.
I passi base (foundation steps) comprendono:
- Lock
- Pace
- Wrist Roll
- Uncle Sam Point
- Airborn
- ScooBop
- Scooby Doo
- Scooby Walk
- Skeeter Rabbit
- Stop n Go